# سخني
سخني قرية سوريّة تتبع إداريّاً لمحافظة حلب منطقة منبج ناحية خفسة، بلغ تعداد سكانها (278) نسمة حسب التعداد السكاني لعام 2004.